# Elisabeth Patterson Bonaparte
Treść tego artykułu może nie być zgodna z zasadami neutralnego punktu widzenia.
 Po wyeliminowaniu niedoskonałości należy usunąć szablon {{Dopracować}} z tego artykułu.

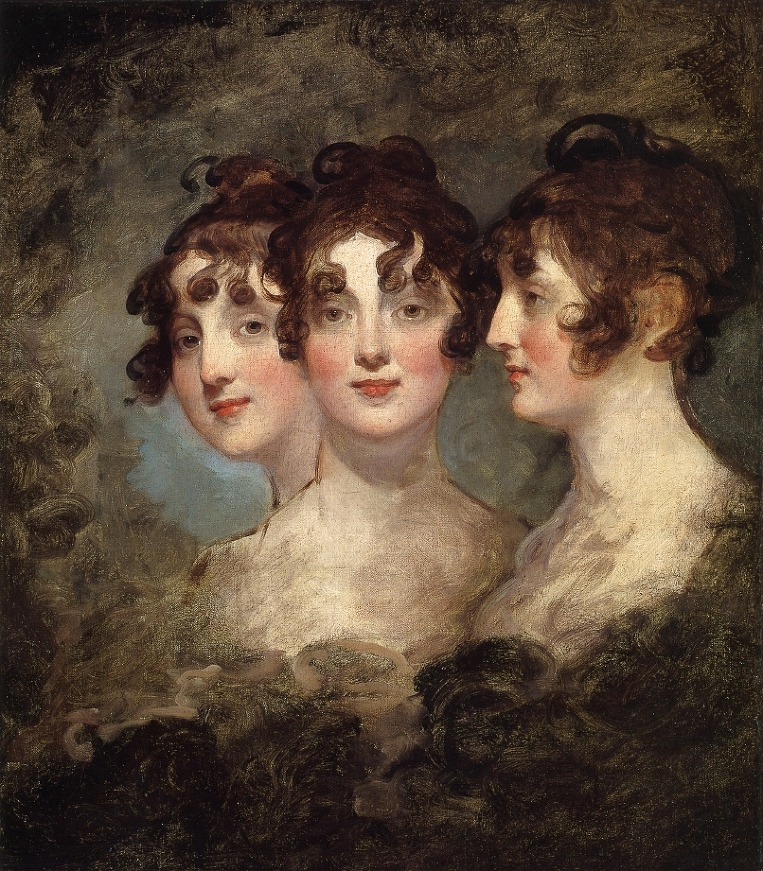
Elisabeth Patterson Bonaparte autorstwa Gilberta Stuarta, 1804 rok.

Elisabeth Patterson Bonaparte (ur. 6 lutego 1785 w Baltimore, zm. 4 kwietnia 1879 w Baltimore), pierwsza żona Hieronima Bonaparte (1784–1860), brata Napoleona Bonaparte. Elżbieta nazywana była także "Betsy".

## Życiorys
Elisabeth Patterson urodziła się jako córka Wiliama Pattersona, baltimorskiego bankiera i armatora szkockiego pochodzenia. Do Ameryki przybył w 1766 roku, wstąpił do biura żeglugowego i zrobił fortunę na dostawach broni dla armii Waszyngtona podczas wojny o niepodległość. Matką Elisabeth była Dorcas Spear, szwagierka wpływowego senatora Samuela Smitha. Rodzina Betsy uważana była za drugą z najbogatszych w Ameryce. Prezydent Jefferson mówił o jej rodzinie, że zalicza się "do pierwszych w Stanach Zjednoczonych".
Patterson była bardzo ładną kobietą, miała smukłą figurę z talią osy, biało-różową cerę i piękne brązowe oczy. Była bardzo energiczna i radosna. Nazywano ją pięknością Baltimore. Mówiła bardzo dobrze po francusku.
Betsy nie była jedynie baltimorską pięknością. Podzielała ambicje ojca, chęć działania i smykałkę do robienia pieniędzy – długimi godzinami obserwowała ojca w kantorze. Swojego rodzinnego miasta nienawidziła tak bardzo, że rozważała samobójstwo, a później przyznała, że wyszłaby za diabła, byleby tylko się stamtąd wyrwać. W Hieronimie widziała szansę na ucieczkę do Europy.
Swojego przyszłego męża poznała mając 19 lat. Małżeństwo z nim oznaczało wejście do rodziny najpotężniejszego człowieka ówczesnego świata, co zdawało się rokować wspaniałą przyszłość. 24 grudnia 1803 roku wzięła ślub z Hieronimem Bonaparte w obrządku katolickim, chociaż sama była protestantką. Ślubu udzielił doktor Carroll, pierwszy arcybiskup Baltimore.
Kiedy cesarz Napoleon dowiedział się o ślubie brata, wpadł w szał. Cała rodzina Bonapartych stanęła przeciwko temu małżeństwu. Hieronim pisał do swojej matki: "Nie mogę się doczekać, kiedy przedstawię Ci moją ukochaną żonę". Letycja Buonaparte również jednak stanęła przeciwko swojemu synowi. Zakazała Betsy przyjechać do Francji pod groźbą zawrócenia jej do Ameryki. Hieronim opuścił swoją żonę w 1805 roku wyjeżdżając do Europy, gdzie małżeństwo z Elżbietą zostało unieważnione. Para miała tylko jednego syna Hieronima Napoleona Bonapartego, który urodził się w 1805 roku, zwanego z amerykańska „Bo”.
Betsy Patterson zwątpiła w królewską przyszłość i rozpoczęła starania o amerykański rozwód, który uzyskała w 1813 roku. Nie myślała o powtórnym małżeństwie; powiedziała ojcu: "Nic nie skłoni mnie do poślubienia kogokolwiek z Ameryki, skoro miałam za męża brata cesarza". Poświęciła się wydziedziczonemu synowi. Hieronim ożenił się ponownie z Katarzyną Wirtemberską, a ich syn został również nazwany Hieronimem Napoleonem, bez zważania na uczucia Elżbiety.
Elisabeth Patterson przyjechała do Europy w 1819 roku ze swoim synem, nazywanym "Bo" i udała się do Włoch. Została przyjęta z niezwykłą uprzejmością przez byłą teściową, szwagrów Lucjana, Ludwika i szwagierkę Paulinę, którzy potraktowali ją i jej syna jak członków rodziny. W późniejszym czasie Betsy zaprzyjaźniła się ze starszym bratem cesarza Napoleona, Józefem, byłym królem Neapolu i Hiszpanii.
Betsy nie zobaczyła się z mężem, poza przypadkowym spotkaniem kilka lat później w galerii pałacu Pitti we Florencji. Nie zamienili ze sobą wtedy ani słowa, a Hieronim z drugą żoną uciekli z sali.
Betsy Patterson stała się w średnim wieku skąpą i agresywną kobietą interesu i zbiła fortunę na sprytnych inwestycjach w nieruchomości. Pozostała piękna prawie do pięćdziesiątki, a dobrze wyglądała nawet po sześćdziesiątce. Chociaż dużo podróżowała (przede wszystkim po Europie) i prawie co wieczór chodziła na przyjęcia i bale – nigdy nie miała kochanka.
Umarła w wieku 94 lat. Zapamiętano ją jako straszliwą i niezwykle bogatą kobietę. Była również uzależniona od brandy. Jej wnuk, Charles Joseph Bonaparte (1851–1921), uznawany jest za twórcę FBI (1908), a na początku XX wieku był ministrem sprawiedliwości i prokuratorem generalnym USA.